# 30 декември
30 декември е 364-тият ден в годината според григорианския календар (365-и през високосна година). Остава 1 ден до края на годината.

## Събития
- 1699 г. – С указ на цар Петър I в Русия е въведено летоброенето от Рождество Христово.
- 1703 г. – При земетресение в Токио загиват около 37 хил. души.
- 1853 г. – САЩ купуват от Мексико южната част на Аризона и Ню Мексико.

- 1877 г. – Избухва Трънското въстание с ръководител капитан Симо Соколов.
- 1888 г. – Основана е Австрийската социалдемократическа партия.
- 1899 г. – Открит е футболният стадион Айброкс в Глазгоу, Шотландия.
- 1922 г. – Образуван е Съюзът на съветските социалистически републики (СССР).
- 1924 г. – Едуин Хъбъл оповестява съществуването на други галактики.
- 1927 г. – Открито е Токийското метро – първото в Азия.
- 1927 г. – Руският химик Сергей Лебедев за първи път публикува метод за получаване на синтетичен каучук.
- 1943 г. – Втората световна война: При петата бомбардировка на София от британско-американската авиация загиват 75 души, а над 90 са ранени.
- 1946 г. – В СССР е включен първият ядрен реактор.
- 1947 г. – Под натиска на СССР, кралят на Румъния Михай I принудително абдикира и страната е обявена за народна република.
- 1951 г. – С постановление на Министерски съвет в България се регламентира опазването на паметниците на културата и музейното дело.
- 1953 г. – В САЩ е пуснат в продажба първият цветен телевизор.
- 1956 г. – Приключва официалното преброяване на населението в България, според публикуваните на 17 януари 1957 г. резултати общият брой на населението е 7 629 254.
- 1963 г. – Открит е нефтохимическият комбинат край Бургас.
- 1964 г. – Започва работа като постоянен орган на ООН Конференцията на ООН за търговия и развитие.
- 1967 г. – В България е въведена петдневна работна седмица.
- 1967 г. – Самолетът при полет L-51 на „Аерофлот“ се разбива при кацане на летището в Лиепая и убива 43 души на борда.
- 1972 г. – След заповед на американския президент Ричард Никсън се прекратяват бомбардировките над Виетнам.
- 1985 г. – Астрономът Стивън Синот открива Пък – спътник на Уран, използвайки снимки заснети от Вояджър 2.
- 1992 г. – НС избира за министър-председател на България професор Любен Беров от мандата на ДПС.
- 1993 г. – Ватиканът и Израел установяват дипломатически отношения.
- 1999 г. – В Лондон маниак атакува с нож Джордж Харисън (Бийтълс) и съпругата му.
- 2002 г. – Изключен е Втори реактор на АЕЦ Козлодуй.
- 2005 г. – Открита е отсечката Шумен – Каспичан от автомагистрала Хемус.
- 2006 г. – В Ирак е екзекутиран чрез обесване бившият държавен глава Садам Хюсеин, осъден на смърт за геноцид.

## Родени
- 39 г. – Тит, римски император († 81 г.)
- 1370 г. – Григорий XI, римски папа († 1378 г.)
- 1552 г. – Саймън Формън, британски окултист и астролог († 1611 г.)
- 1673 г. – Ахмед III, султан на Османската империя († 1736 г.)
- 1678 г. – Уилям Крофт, британски композитор († 1727 г.)
- 1746 г. – Франсоа-Андре Венсан, френски художник († 1816 г.)
- 1756 г. – Павел Враницки, чешки композитор и цигулар († 1808 г.)
- 1819 г. – Теодор Фонтане, германски писател († 1898 г.)
- 1832 г. – Михаил Константинович Клодт, руски художник, пейзажист († 1902 г.)
- 1834 г. – Ернст Равенщайн, германско-британски географ († 1913 г.)
- 1848 г. – Александър Померанцев, руски архитект († 1920 г.)
- 1852 г. – Данаил Николаев, български офицер († 1942 г.)
- 1865 г. – Ръдиард Киплинг, британски писател, Нобелов лауреат през 1907 († 1936 г.)
- 1874 г. – Янко Йесенски, словашки поет († 1945 г.)
- 1883 г. – Йордан Лазаров, български революционер († ? г.)
- 1904 г. – Дмитрий Кабалевски, руски композитор († 1987 г.)
- 1905 г. – Даниил Хармс, руски писател († 1942 г.)
- 1905 г. – Еманюел Левинас, френски философ († 1995 г.)
- 1906 г. – Сър Карол Рийд, английски филмов режисьор († 1976 г.)
- 1919 г. – Васил Спасов, български футболист († 1996 г.)
- 1923 г. – Иван Улитин, съветски офицер († 1944 г.)
- 1926 г. – Димитър Бочев, български актьор († 1987 г.)
- 1928 г. – Бо Дидли, американски блус певец († 2008 г.)
- 1930 г. – Владимир Янчев, български режисьор († 1992 г.)
- 1930 г. – Панайот Панайотов, български футболист († 1996 г.)
- 1935 г. – Омар Бонго, президент на Габон († 2009 г.)
- 1941 г. – Бруно Парма, словенски шахматист
- 1942 г. – Владимир Буковски, съветски писател и дисидент
- 1946 г. – Берти Фогтс, германски футболист и треньор
- 1946 г. – Пати Смит, американска поп певица
- 1947 г. – Иван Зафиров, български футболист
- 1950 г. – Бярне Строуструп, датски програмист, създател на С++
- 1957 г. – Светослав Овчаров, български кинорежисьор
- 1961 г. – Бен Джонсън, канадски лекоатлет
- 1966 г. – Бенет Милър, американски режисьор
- 1968 г. – Красимир Събев, български политик и лекар
- 1970 г. – Ивайло Гаврилов, български волейболист
- 1975 г. – Тайгър Уудс, американски състезател по голф
- 1982 г. – Кристин Крюк, канадска актриса
- 1984 г. – ЛеБрон Джеймс, американски баскетболист
- 1988 г. – Ян Мела, полски полярник, най-младият в историята покорител на Северния и Южния полюс
- 1995 г. – Ви (Ким Те-Хьонг), южнокорейски певец, танцьор, композитор и актьор

## Починали
- 274 г. – Феликс I, римски папа (* неизв.)
- 1525 г. – Якоб Фугер, германски банкер (* 1459 г.)
- 1572 г. – Галеацо Алеси, италиански архитект (* 1512 г.)
- 1691 г. – Робърт Бойл, ирландски химик (* 1627 г.)
- 1870 г. – Хуан Прим, испански генерал (* 1814 г.)
- 1893 г. – Стефан Веркович, сръбски изследовател на българския фолклор (* 1821 г.)
- 1896 г. – Хосе Рисал, филипински национален герой (* 1861 г.)
- 1902 г. – Стефан Любомски, български военен деец (* 1848 г.)
- 1920 г. – Джеймс Баучер, британски журналист (* 1850 г.)
- 1937 г. – Иван Ангов, български революционер (* 1882 г.)
- 1944 г. – Ромен Ролан, френски писател, Нобелов лауреат през 1915 г. (* 1866 г.)
- 1952 г. – Йордан Стубел, български писател (* 1897 г.)
- 1962 г. – Артър Лавджой, американски философ (* 1873 г.)
- 1968 г. – Кирил Мерецков, съветски маршал (* 1897 г.)
- 1968 г. – Тригве Ли, норвежки политик (* 1896 г.)
- 1969 г. – Иржи Трънка, чешки художник (* 1912 г.)
- 1973 г. – Димитър Съсълов, български историк (* 1893 г.)
- 1974 г. – Васил Холиолчев, български кинооператор (* 1908 г.)
- 1986 г. – Венка Асенова, българска шахматистка (* 1930 г.)
- 1994 г. – Дмитрий Иваненко, руски физик (* 1904 г.)
- 1995 г. – Иван Янчев, български актьор (* 1921 г.)
- 1995 г. – Хайнер Мюлер, германски писател (* 1929 г.)
- 1997 г. – Симон Дювалие, съпруга на хаитянския диктатор Франсоа Дювалие (* 1913 г.)
- 1997 г. – Шиничи Хоши, японски писател (* 1926 г.)
- 2004 г. – Арти Шоу, американски музикант (* 1910 г.)
- 2006 г. – Саддам Хюсеин, президент на Ирак (* 1937 г.)
- 2009 г. – Абдураман Уахид, индонезийски политик (* 1940 г.)
- 2011 г. – Фео Мустакова-Генадиева, българска балерина (* 1909 г.)
- 2012 г. – Домна Ганева, българска актриса (* 1935 г.)
- 2012 г. – Рита Леви-Монталчини, италианска невроложка, Нобелов лауреат през 1986 г. (* 1909 г.)
- 2014 г. – Луис Рейнър, германо-британска актриса (* 1910 г.)

## Празници
- Филипини – Ден на Хосе Рисал (общонароден празник)